# جون كراب
جون كراب (بالإنجليزية: John Crabbe)‏ هو لاعب كرة قدم ومدرب كرة قدم بريطاني في مركز الوسط، ولد في 20 أكتوبر 1954 في وايمث في المملكة المتحدة. لعب مع كووبيون بالوسيورا ونادي توركي يونايتد ونادي ساوثهامبتون ونادي غيلينغهام ونادي كارلايل يونايتد ونادي كرو ألكساندرا ونادي كرولي تاون ونادي هيرفورد.